# Моначани
Моначани (фр. Monégasque) у ширем смислу представљају све становнике Кнежевине Монако, која се налази на крајњем југу Француске, а у ужем смислу представљају аутохтону етничку групу која живи већином у Монаку. Према попису из 2005. године, Моначана је било у свету око 5.000. По вероисповести су римокатолици а говоре моначанским језиком, који спада у романску групу индоевропске породице језика.
Моначани су према истом попису чинили 16% становништва Монака, док су остатак чинили Французи, Италијани, Окситанци и други.